# 阿西卡拉
阿西卡拉（芬蘭語：Asikkala）是芬兰南部派耶特海梅区的一市镇，行政中心位于外克叙（Vääksy）。总面积755.54平方公里(291.72 sq mi)，其中水域面积192.13平方公里(74.18 sq mi)。总人口8,477 (2012.1.31)[2]，人口密度15.05人/平方公里(39.0 /sq mi)。